# Bratislava II
O Distrito de Bratislava II (em eslovaco Okres Bratislava II) é uma unidade administrativa da Eslováquia Oriental, situado na região de Bratislava, com 108.139 habitantes (em 2001) e uma superfície de 92 km². 
Compreende os seguintes bairros de Bratislava:
- Ružinov
- Vrakuňa
- Podunajské Biskupice

Ao oeste e ao norte faz limites com os distritos de Bratislava I, Bratislava III e Bratislava V assim como ao este e ao sul com o Distrito de Senec.

## Demografia
| Ano:        | 1994    | 2004    | 2014    | 2024    |
| ----------- | ------- | ------- | ------- | ------- |
| Broj ljudi: | 113 100 | 108 316 | 112 054 | 126 649 |
| Razlika:    |         | -4,22%  | +3,45%  | +13,02% |

| Ano:               | 2023    | 2024    |
| ------------------ | ------- | ------- |
| Número de pessoas: | 125 980 | 126 649 |
| Diferença:         |         | +0,53%  |